# Rundfunkjahr 2002

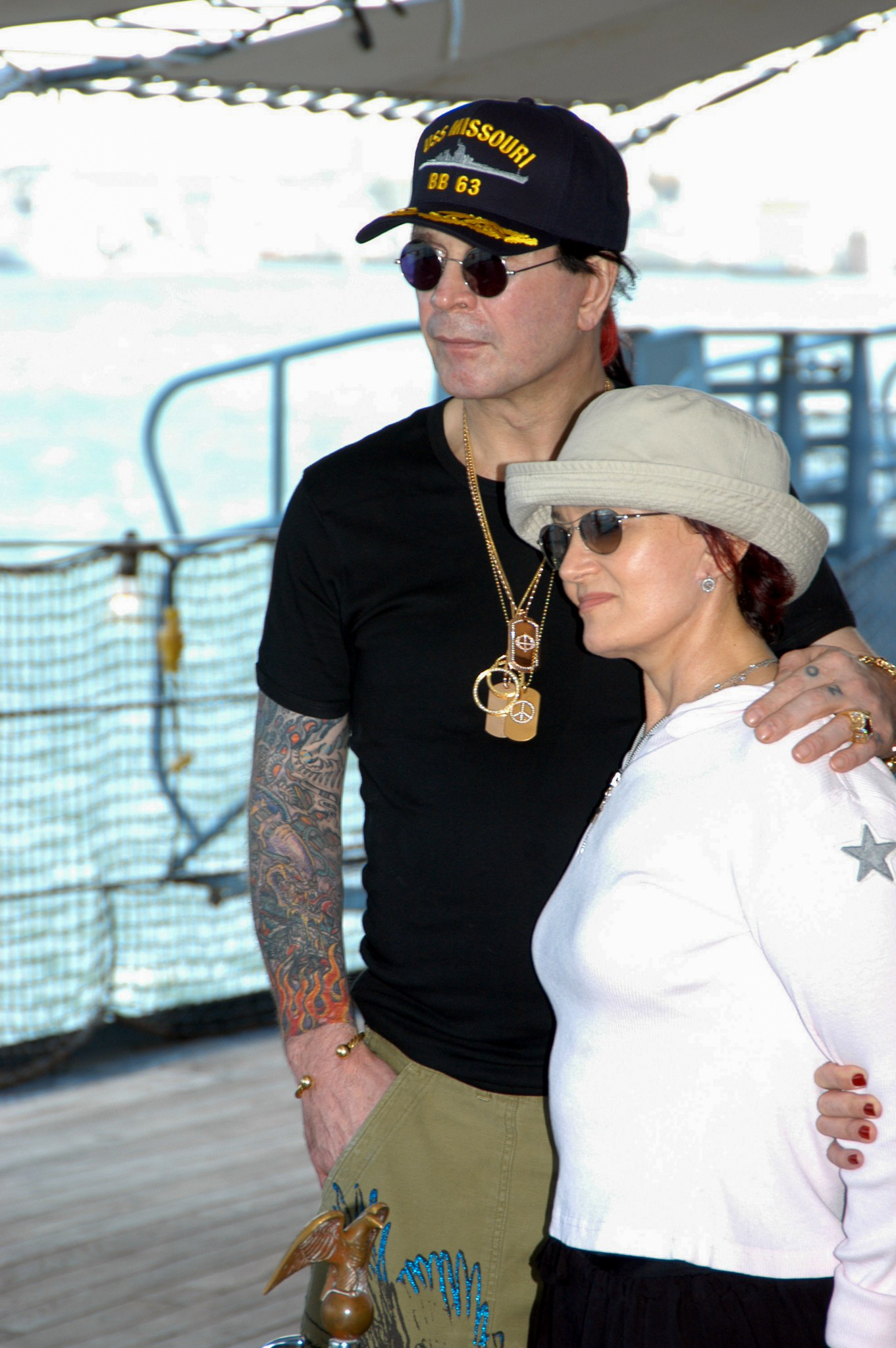
2002: Ozzy Osbourne, der als Rockstar seine größten Erfolge in den 1970er-Jahren gefeiert hat, erreicht mit seiner Doku-Soap The Osbournes größere Bekanntheit bei einem jüngeren Musik- und Fernsehpublikum

Liste der Rundfunkjahre

◄◄ | ◄ | 1998 | 1999 | 2000 | 2001 | Rundfunkjahr 2002 | 2003 | 2004 | 2005 | 2006 | ► | ►►

Weitere Ereignisse

## Allgemein
- 1. Januar – Einführung des Euro als Bargeld in 12 Mitgliedsländern der Europäischen Union.
- 1. Januar – Monika Lindner tritt ihr Amt als Generaldirektorin des ORF an.
- April – Die ehemals einflussreiche Kirch-Gruppe (Filmrechteverwerter) muss aufgrund der erdrückenden Schuldenlast von 7 Milliarden Euro Insolvenz anmelden.
- 27. August – Sony gibt die Einstellung der Produktion von Betamaxgeräten bekannt.

## Hörfunk
- 2. Januar – Das Glenn Beck Program, eine US-amerikanische Talkradio-Show, wird zum ersten Mal ausgestrahlt.
- 2. Februar – Der nur digital zu empfangende Sportsender BBC Radio 5 Live Sports Extra nimmt seinen Betrieb auf.
- 19. Januar – Bei einem „Vergeltungsschlag“ zünden die Israelischen Streitkräfte bei dem Sender Stimme Palästinas mehrere „Sprengsätze und steckten so das Gebäude in Brand, das sie zuvor geräumt hatten“.[1]
- 11. März – Der nur digital zu empfangende Hörfunksender BBC 6 Music nimmt seinen Betrieb auf.
- 25. Mai – Das Kabarettduo Stermann & Grissemann, das sich mit dem Titel Das schönste Lied der Welt selbst bei der österreichischen Vorausscheidung vergeblich um eine Teilnahme am Eurovision Song Contest beworben hat, versieht diese Veranstaltung für den Jugendsender FM4 zum siebten und (bis 2012) vorerst zum letzten Mal mit seinen satirischen Kommentaren.
- 29. Mai – Andreas Ammer wird für sein Hörspiel Crashing Aeroplanes (Fasten Seatbelts) mit dem Hörspielpreis der Kriegsblinden ausgezeichnet.[2]

## Fernsehen
- 7. Januar – VIVA Zwei wird durch VIVA Plus ersetzt.
- 20. Januar – Bei den 59. Golden Globe Awards in Los Angeles werden die Serien Six Feet under und Sex and the City ausgezeichnet.[3]
- 20. Januar – Das ZDF strahlt die erste Folge der Diskussionsreihe Das Philosophische Quartett mit Peter Sloterdijk und Rüdiger Safranski aus.
- 11. Februar – In Großbritannien starten die beiden Kindersender CBeebies (BBC) und CBBC Channel.
- März – Markus Schächter wird zum vierten Intendanten des ZDF gewählt. Er tritt die Nachfolge von Dieter Stolte an, der 20 Jahre amtierte.
- 2. März – BBC Four ersetzt BBC Knowledge, den bisherigen Kulturkanal der BBC.
- 5. März – Das Erste strahlt den ersten Teil der Fernsehserie Berlin, Berlin aus.
- April – Kirch-Gruppe hat über 7 Milliarden € (heute zirka 10,689 Milliarden €) Schulden angehäuft und muss einen Insolvenzantrag stellen.
- 24. April – Die Doku-Soap The Osbournes über den Alltag der Familie des britischen Rockmusikers Ozzy Osbourne in seinem Haus in Los Angeles ist zum ersten Mal im deutschsprachigen Fernsehen zu sehen.
- 28. April – Der Fernsehsender Tele 5 wird reanimiert.
- 10. Mai – Auf ARTE ist die erste Folge der Dokumentarfilmreihe Durch die Nacht mit … zu sehen. Gäste der ersten Folge, die in Berlin gedreht wurde, sind Christoph Schlingensief und Christian Thielemann.
- 20. Mai – Unter dem Titel Endspiel ist die 500. Folge der Krimi-Reihe Tatort zu sehen.
- 2. Juni – Der US-amerikanische Sender HBO beginnt mit der Ausstrahlung der Serie The Wire. Unter den Autoren der Serie, die sich mit dem Drogenmilieu in Baltimore beschäftigt, befindet sich unter anderen der Romanschriftsteller Richard Price.
- 6. Juni – Der US-amerikanische Disney Channel strahlt die erste Folge der Zeichentrickserie Kim Possible aus.
- Juli – Start des internationalen britischen Fernsehsenders BBC Food.
- September – ATV beginnt mit der ersten Staffel der Doku-Soap Die Lugners. Nach dem Vorbild von The Osbournes wird der Alltag des schillerndern Wiener Bauunternehmers Richard Lugner und seiner Familie geschildert.
- 14. September – Der Tigerenten Club feiert seine 350. Sendung.
- 26. September – Auf ORF 1 wird die letzte Ausgabe des langjährigen Kulturmagazins kunst-stücke ausgestrahlt. Der Inhalt der von Andrea Schurian moderierten Sendung wird von den Zuschauern bestimmt, darunter eine Ausgabe von Monty Python’s Flying Circus und eine breit angelegte Doku über die Industrial-Band Einstürzende Neubauten.
- 1. Oktober – Der österreichische Spartensender gotv nimmt seinen Betrieb auf.
- 1. Oktober – Bibel TV geht an den Start.
- 17. Oktober – Auf ORF 1 hat die von David Schalko und Fred Schreiber entwickelte Sendung ohne Namen Premiere.
- 1. November – Start des digitalen terrestrischen Fernsehens DVB-T in Deutschland.
- 23. Dezember – SVT startet den schwedischen Kindersender Barnkanalen.

## Gestorben
- 27. Februar – Spike Milligan, irischer Komiker (The Goon Show, BBC-Radioshow, 1951–1960) stirbt 83-jährig in Rye, East Sussex.
- 27. März – Milton Berle, US-amerikanischer Schauspieler und Entertainer (Texaco Star Theater) stirbt 93-jährig in Los Angeles. Er wurde in den 1940er- und 1950er-Jahren zu einem der ersten großen Stars des amerikanischen Fernsehens.
- 19. Mai – Hans Posegga, deutscher Film- und Fernsehkomponist (Musik zu Die Sendung mit der Maus sowie ZDF-Abenteuervierteiler Der Seewolf) stirbt 85-jährig in Wien.
- 5. August – Chick Hearn, US-amerikanischer Sportreporter stirbt 85-jährig in Kalifornien.
- 15. Oktober – Albrecht Lachmann, deutscher Radiomoderator, stirbt 35-jährig an plötzlichem Herzversagen. Er war bei NDR2 und vorher bei Radio FHH tätig.[4]
- 16. Oktober – Karl-Heinz Kreienbaum, deutscher Schauspieler, stirbt 87-jährig in Schleswig. Er war vor allem durch die Fernsehübertragungen aus dem Hamburger Ohnsorg-Theater bekannt.
- 3. Dezember – Klaus Löwitsch, deutscher Schauspieler stirbt 66-jährig in München. Löwitsch wurde zunächst als Theater- und Filmschauspieler bekannt, bevor er ab Ende der 1980er Jahre in 63 Folgen den betont machistisch auftretenden Ermittler Peter Strohm in der gleichnamigen Krimiserie verkörperte.
- 6. Dezember – Gerhard Löwenthal, deutscher Journalist (ZDF-Magazin) stirbt kurz vor seinem 80. Geburtstag in Wiesbaden.